# Hoefler Text
Hoefler Text é uma família tipográfica criada por Johnathan Hoefler em 1991, para Apple Computer, a fim de demonstrar tecnologias tipográficas avançadas. Desde o Sistema 7, a fonte Hoefler Text é oferecida em todos os sistemas Mac OS.
Trata-se de uma família de fontes com serifa, que incorporam características de outros desenhos tipográficos clássicos, como Garamond e Janson.
A fonte Hoefler Text foi usada na identidade visual da Wikipedia até 2010, quando foi substituída pela Linux Libertine.

## Ligações Externas
- «Typography.com» (em inglês) A modern classic